# Balabagan

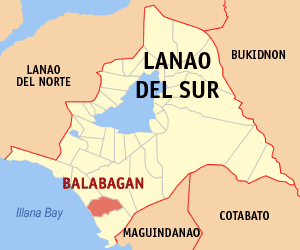
Bản đồ Lanao del Sur với vị trí của Balabagan

Balabagan là một đô thị hạng 4 ở tỉnh Lanao del Sur, Philippines. Theo điều tra dân số năm 2000 của Philipin, đô thị này có dân số 24.558 người trong 3.821 hộ.

## Các đơn vị hành chính
Balabagan được chia ra 27 barangay.
| - Banago - Barorao - Batuan - Budas - Calilangan - Igabay - Lalabuan - Magulalung Occidental - Magulalung Oriental - Molimoc - Narra - Plasan - Purakan - Buisan (Bengabeng) | - Buenavista - Lorenzo - Lower Itil - Macao - Poblacion (Balabagan) - Upper Itil - Bagoaingud - Ilian - Lumbac - Matampay - Matanog - Pindolonan - Tataya |